# 府県会
府県会（ふけんかい、旧字体：府縣會）は、戦前の日本における府県の議会（府会・県会）。戦後の地方議会の前身に当たる。

## 経緯
廃藩置県以後、各府県で府県会・民会・区戸長会などの名目で地域代表による諮問機関が設置されるようになっていたが、1878年（明治11年）に府県会規則が制定されると、翌年より同法に基づいた府県会が各地に設置された。府県会の設置は、大阪会議の際、木戸孝允が要求した政綱の一つであった。したがって府県会は1890年（明治23年）に設立された帝国議会よりも先に設置されたのである。
府県会規則の選挙権は、年間地租5円以上納付の満20歳以上男子、被選挙権は同10円以上納付の25歳以上の男子に限定され、権限も地方税に基づく経費の予算とその徴収方法の審議に限定され、更に地方長官あるいは内務卿が国家の安寧を害し、法律規則を犯すと認めた場合には会議の中止・解散・閉会を命じることが可能であった。だが、自由民権運動の高まりによって各地で県令と府県会の衝突が相次ぎ、1882年（明治15年）には右大臣岩倉具視が府県会中止意見書を提出した。しかし、政府内部でも府県会の事実上の廃止を求める岩倉に同調する動きは少なく、替わりに府県会に対する政府の統制を強化することで対応した。

## 府県制導入後
1890年の府県制導入によって府県会の位置づけも大きく変わった。内務大臣による予算修正権や知事による原案執行権の制約があったものの、府県会の権限は府政・県政全般に及ぶようになったのである。ただし、直接選挙が廃止され、直接国税10円以上納付の25歳以上の男子から市会・市参事会・郡会・郡参事会の構成員が投票して決めるという複選制が採られた。だが、府県会の選挙戦を巡って各地の市会・郡会などに派閥が形成されて紛糾するようになったため、1899年（明治32年）には直接国税3円以上納付者による直接選挙に変更された。1925年（大正14年）には衆議院議員選挙と同じ条件の普通選挙が導入され、これまで認められなかった議員の発案や意見提出が認められ、知事の停会権の廃止や原案執行権の制限が導入された。しかし、1943年（昭和18年）に戦時体制下を理由に知事の権限強化と府県会の権限削減、政府による府県会統制導入が行われるようになった。その後、1947年（昭和22年）の日本国憲法公布に伴って制定された地方自治法によって地方議会へと組織変更されることになった。